# Chad Michael Collins
Chad Michael Collins (* 22. září 1979 Albany, Spojené státy americké) je americký filmový a televizní herec, známý zejména z role seržanta Brandona Becketta ve filmové sérii Sniper. Jednu z hlavních rolí si zahrál také ve válečném snímku Společnost hrdinů, inspirovaném stejnojmennou videohrou Company of Heroes.
Zajímavostí je jeho účinkování ve videohře: V roce 2015 v rozšíření Knights of the Fallen Empire ke hře Star Wars: The Old Republic ztvárnil prostřednictvím motion capture hlavní zápornou roli.

## Filmografie

### Film
| Rok  | Titul                                          | Role                     | Poznámky          |
| ---- | ---------------------------------------------- | ------------------------ | ----------------- |
| 2005 | Legie mrtvých / Legion of the Dead             | Carter                   |                   |
| 2006 | Vánoční pohlednice / The Christmas Card        | Lewis                    | TV film           |
| 2007 | Jezero 2 / Lake Placid 2                       | Scott Riley              | TV film           |
| 2008 | Kamenné monstrum / Rock Monster                | Jason                    | TV film           |
| 2009 | Room 33                                        | Chad                     |                   |
| 2011 | Odstřelovač: Reloaded / Sniper: Reloaded       | Brandon Beckett          |                   |
| 2011 | Vánoční cesta lásky / Love's Christmas Journey | Owen                     | TV film           |
| 2012 | RockBarnes: The Emperor in You                 | gay konsultant Theodore  |                   |
| 2013 | Společnost hrdinů / Company of Heroes          | Nathaniel „Nate“ Burrows | video film        |
| 2014 | Sunken City                                    | důstojník Andy Ross      |                   |
| 2014 | Sniper 5: Legacy / Sniper: Legacy              | Brandon Beckett          |                   |
| 2017 | Howlers                                        |                          | připravovaný film |

### Televize
| Rok       | Titul                                                      | Role                                             | Poznámky                                        |
| --------- | ---------------------------------------------------------- | ------------------------------------------------ | ----------------------------------------------- |
| 2005      | Guilty or Innocent?                                        | Jeb Ashley                                       | 1 epizoda (The Herb Whitlock Case)              |
| 2008-2009 | Greek                                                      | bratr Lambda Sig / Tim                           | 2 epizody (Fight the Power, Mr. Purr-fect)      |
| 2010      | Kriminálka New York / CSI: NY                              | důstojník Giles                                  | 1 epizoda (Damned If You Do)                    |
| 2011      | Námořní vyšetřovací služba / NCIS                          | nižší důstojník námořnictva Simon Craig          | 1 epizoda (Recruited)                           |
| 2011      | Kriminálka Miami / CSI: Miami                              | Logan Shepherd                                   | 1 epizoda (Caged)                               |
| 2011      | 90210: Nová generace / 90210                               | důstojník Atwood                                 | 1 epizoda (Up in Smoke)                         |
| 2011      | Mé nové Já / Enlightened                                   | Will                                             | 1 epizoda (The Weekend)                         |
| 2012      | Nebezpečná identita / Ringer                               | agent Conroy                                     | 1 epizoda (You're Way Too Pretty to Go to Jail) |
| 2012      | 2 $ocky / 2 Broke Girls                                    | Zeke Zand                                        | 1 epizoda (And the Spring Break)                |
| 2012      | Major Crimes                                               | Greg Miller                                      | 1 epizoda (Reloaded)                            |
| 2012      | Poslední základna / Last Resort                            | Redman                                           | 2 epizody (Eight Bells, Blue on Blue)           |
| 2013      | Bylo, nebylo / Once Upon a Time                            | Gerhardt Frankenstein / Frankensteinovo monstrum | 1 epizoda (Ve jménu bratra, 12. díl 2. řady)    |
| 2014      | Námořní vyšetřovací služba New Orleans / NCIS: New Orleans | poručík Val „Gator“ Franco                       | 1 epizoda (Kissed by the Sun)                   |
| 2014      | Castle na zabití / Castle                                  | Tom Talmadge                                     | 1 epizoda (Clear & Present Danger)              |
| 2014      | Sběratelé kostí / Bones                                    | Travis Leete                                     | 1 epizoda (The Geek in the Guck)                |
| 2014      | Spravedlnost v krvi / Blue Bloods                          | John Russell                                     | 1 epizoda (Unfinished Business)                 |
| 2015–2016 | Kriminálka: Oddělení kybernetiky / CSI: Cyber              |                                                  |                                                 |